# Lipoproteïna de molt baixa densitat
Les lipoproteïnes de molt baixa densitat (LMBD) o, en anglès VLDL (acrònim de very low-density lipoprotein), són complexos macromoleculars sintetitzats al fetge que transporten els triacilglicerols, èsters de colesterol i fosfolípids als altres teixits. Són un tipus de lipoproteïnes i les precursores de les lipoproteïnes de baixa densitat (LBD), que són l'anomenat popularment colesterol "dolent".
Es caracteritzen, com el seu nom indica, per la seva baixa densitat, a causa d'un alt contingut en lípids, tot i que no tan baixa com la dels quilomicrons, les lipoproteïnes amb menor densitat de totes. El seu diàmetre, d'entre 30 i 70 nm, també es considera petit. Es componen principalment de lípids (90%) i de proteïnes (10%).
El seu component proteic està constituït majoritàriament per una molècula d'apolipoproteïna B 100, incorporada en el fetge durant la seva biosíntesis i diverses apolipoproteïnes de menor pes molecular (apo C2, C3, A-V) incorporades durant la circulació. A nivell dels capil·lars dels teixits extrahepàtics (múscul esquelètic, miocardi i teixit adipós, entre els de major rellevància metabòlica) els triacilglicerols associats a les VMBD són hidrolitzats per l'enzim lipoproteïna lipasa, i s'alliberen àcids grassos que són incorporats pels teixits per a ser emmagatzemats (teixit adipós) o oxidats com a font d'energia (múscul).
Les VMBD depletades de triacilglicerols per aquest mecanisme es coneixen com a "romanents de VMBD" o "lipoproteïnes de densitat intermèdia" (LDI). Després d'una segona ronda de lipòlisis i un enriquiment relatiu en el seu contingut d'èsters de colesterol, les LDI són transformades en lipoproteïnes de baixa densitat (LBD), les quals són captades pel fetge per la seva retirada de la circulació.